# اوبرنبورگ آم ماین
شهر اوبرنبورگ آم ماین (به آلمانی: Obernburg am Main) در ایالت بایرن در کشور آلمان واقع شده‌است.